# Jerschitschi
Jerschitschi (russisch Е́ршичи) ist ein Dorf (selo) in der Oblast Smolensk in Russland mit 3169 Einwohnern (Stand 14. Oktober 2010).

## Geographie
Der Ort liegt etwa 130 km Luftlinie südsüdöstlich des Oblastverwaltungszentrums Smolensk und gut 15 km von der Staatsgrenze zu Belarus entfernt am rechten Ufer des linken Sosch-Nebenflusses Iput.
Jerschitschi ist Verwaltungszentrum des Rajons Jerschitschski sowie Sitz der Landgemeinde Jerschitschskoje selskoje posselenije, zu der außerdem die elf Dörfer Blinnyje Kutschi (6 km südlich), Lomnja (9 km südlich), Makarowka (2 km westlich der Ortsmitte), Medwedowka (5 km südwestlich), Poljakowka (5 km westlich), Polowitnja (4 km nordwestlich), Rudnja (4 km nördlich), Samoschtschje (6 km südwestlich), Sossonki (4 km südlich), Tanino (südwestlich anschließend) und Wyssokaja Sloboda (11 km südsüdöstlich) sowie die Siedlung (possjolok) Lessosawoda (3 km östlich; „Siedlung des Forstbetriebes“) gehören.

## Geschichte
Das Gründungsjahr des Dorfes ist unbekannt. Es gehörte zum 1708 im Bestand des Gouvernements Smolensk gebildeten Ujesd Roslawl (zwischenzeitlich 1713–1726 im Gouvernement Riga und 1775–1796 in der Statthalterschaft Smolensk). Spätestens Ende des 19. Jahrhunderts wurde Jerschitschi Sitz einer Wolost.
Mit Auflösung der Gouvernements und Ujesde wurde der Ort am 1. Juni 1929 Sitz eines nach ihm benannten Rajons der Westlichen Oblast (Sapadnaja oblast), bis 1930 als Teil des Okrugs Roslawl. 1932 wurde der Rajon vorübergehend aufgelöst und zwischen den Rajons Roslawl und Kletnja aufgeteilt, wobei der Ort Jerschitschi selbst in ersterem lag. 1935 wurde der Rajon erneut ausgewiesen und kam am 27. September 1937 zur neugebildeten Oblast Smolensk.
Im Zweiten Weltkrieg war Jerschitschi von 8. August 1941 bis 26. September 1943 von der deutschen Wehrmacht besetzt.
Vom 1. Februar 1963 bis 3. April 1972 war der Rajon erneut vorübergehend aufgelöst und sein Territorium dem nordwestlich benachbarten Schumjatschski rajon zugeordnet.

### Bevölkerungsentwicklung
| Jahr | Einwohner |
| ---- | --------- |
| 1859 | 0183      |
| 1939 | 1102      |
| 1959 | 1231      |
| 1979 | 2874      |
| 1989 | 3808      |
| 2002 | 3326      |
| 2010 | 3169      |

Anmerkung: ab 1897 Volkszählungsdaten

## Verkehr
Nach Jerschitschi führt die Regionalstraße 66K-18 aus dem gut 30 km nördlich gelegenen Roslawl, wo sich die föderalen Fernstraßen A130 von Moskau zur belarussischen Grenze und R120 von Orjol über Brjansk nach Smolensk kreuzen. Die 66K-19 verläuft von Jerschitschi über das nordwestlich benachbarte Rajonzentrum Schumjatschi, vor dem wiederum die A130 gekreuzt wird, durch den Südwesten der Oblast nach Chislawitschi.
Die 66K-19 erreicht nach etwa 25 km die ehemals nächstgelegene Bahnstation Ponjatowka an der auf diesem Abschnitt 1931 eröffneten Strecke Mahiljou – Krytschau – Roslawl – Suchinitschi, die aber nach dem Zerfall der Sowjetunion auf dem grenzüberschreitenden Teilstück Krytschau – Roslawl unterbrochen und von Roslawl bis Ponjatowka nur noch sporadisch im Güterverkehr befahren wurde und mittlerweile ganz außer Betrieb ist. Die heute nächstgelegene Bahnstation, auch mit Personenverkehr, ist daher Roslawl mit Verbindungen auf der Strecke Orjol – Brjansk – Smolensk sowie in Richtung Suchinitschi.

## Söhne und Töchter des Ortes
- Alexander Missurkin (* 1977), Kosmonaut